# Balázs Csiszér
Balász Csiszér (Miercurea Ciuc, 3 marzo 1999) è un calciatore rumeno di origini ungheresi, centrocampista del Gheorgheni.

## Caratteristiche tecniche
È un terzino destro.

## Carriera
Cresciuto nella squadra della sua città natale, il Csíkszereda, inizia la propria carriera professionistica in prestito al Budafok, dove debutta il 24 febbraio 2019 in occasione dell'incontro di Nemzeti Bajnokság II pareggiato 2-2 contro lo Csákvári; al termine della stagione viene acquistato a titolo definitivo dal Sepsi.

## Statistiche
Statistiche aggiornate al 5 maggio 2021.

### Presenze e reti nei club
| Stagione        | Squadra         | Campionato      | Campionato | Campionato | Coppe nazionali | Coppe nazionali | Coppe nazionali | Coppe continentali | Coppe continentali | Coppe continentali | Altre coppe | Altre coppe | Altre coppe | Totale | Totale | Totale |
| Stagione        | Squadra         | Comp            | Pres       | Reti       | Comp            | Pres            | Reti            | Comp               | Pres               | Reti               | Comp        | Pres        | Reti        | Pres   | Reti   |        |
| --------------- | --------------- | --------------- | ---------- | ---------- | --------------- | --------------- | --------------- | ------------------ | ------------------ | ------------------ | ----------- | ----------- | ----------- | ------ | ------ | ------ |
| gen.-giu. 2019  | Budafok         | NB2             | 3          | 0          | CU              | 0               | 0               |                    | -                  | -                  |             | -           | -           | 3      | 0      |        |
| 2019-2020       | Sepsi           | L1              | 13         | 0          | CR              | 2               | 0               |                    | -                  | -                  |             | -           | -           | 15     | 0      |        |
| 2020-2021       | Sepsi           | L1              | 12         | 0          | CR              | 0               | 0               |                    | -                  | -                  |             | -           | -           | 12     | 0      |        |
| Totale carriera | Totale carriera | Totale carriera | 28         | 0          |                 | 2               | 0               |                    | -                  | -                  |             | -           | -           | 30     | 0      |        |

## Palmarès

### Club

#### Competizioni nazionali
- Coppa di Romania: 1

Sepsi: 2021-2022